# Roberto Di Matteo
Roberto Di Matteo (Schaffhausen, 29. svibnja 1970.) je bivši talijanski nogometaš i trener je Aston Ville.
 Di Matteo je od studenog 1994. do lipnja 1998. nastupio 34 puta za talijansku reprezentaciju i dao dva gola. Za engleski klub Chelsea F.C. nastupio je 175 puta i pridonio s 26 golova.
U 2012. godini je bio trener u Chelsea F.C. Na to mjesto postavljen je nakon odlaska Andre Villas-Boasa. Dana, 24. travnja 2012., kao trener F.C. Chelsea izbacio je Barcelonu iz polufinala Lige prvake. Dana, 19. svibnja 2012. osvojio je prvu Chelseaovu titulu Lige prvaka u povijesti, pobjedom nad Bayernom na jedanaesterce (5 - 4).
Otkaz na mjestu trenera Chelsea F.C. dobiva nakon uvjerljivog 3:0 poraza u Torinu protiv Juventusaa.